# Rulle Bohman
Rulle Bohman (1888-1 de diciembre de 1933) fue un actor y humorista de nacionalidad sueca.

## Biografía
Su verdadero nombre era Rudolf Bohman. Trabajó principalmente como actor de revista. Bajo la dirección de Axel Engdahl, formó con Ludde Gentzel el dúo cómico Ludde & Rulle. Además, Bohman actuó en revistas de Karl Gerhard y Ernst Rolf, y en 1918 se representó una revista con su nombre, Rulle Bohmans vinst. 
Rulle Bohman falleció en 1933.

## Teatro
- 1921 : Tittskåpet, de Axel Engdahl, escenografía de Axel Engdahl, compañía Axel Engdahl[1]
- 1932 : Här va' de'!, de Gösta Stevens y Kar de Mumma, escenografía de Björn Hodell, Södra Teatern[2]
- 1932 : Vi som går köksvägen, de Gösta Stevens, escenografía de Nils Lundell, Södra Teatern[3]
- 1933 : Ett leende år, de Gösta Stevens y Kar de Mumma, escenografía de Björn Hodell, Södra Teatern[4]
- 1933 : Frans Fransson och son, de Ernst Berge, escenografía de Thor Modéen, Vanadislundens friluftsteater[5]

## Filmografía
- 1915 : I kronans kläder
- 1918 : Storstadsfaror
- 1923 : Boman på utställningen
- 1931 : Skepp ohoj!
- 1931 : Brokiga Blad
- 1932 : Vi som går köksvägen
- 1933 : Lördagskvällar
- 1933 : Hemslavinnor